# Trox cambeforti
Trox cambeforti är en skalbaggsart som beskrevs av Riccardo Pittino 1985. Trox cambeforti ingår i släktet Trox och familjen knotbaggar. Inga underarter finns listade i Catalogue of Life.